# Senegal na letnich igrzyskach olimpijskich
Senegal wystartował po raz pierwszy na letnich IO w 1964 roku na igrzyskach w Tokio i od tamtej pory wystartował na wszystkich letnich igrzyskach). Jedynym senegalskim medalistą jest płotkarz Amadou Dia Bâ, który zdobył srebrny medal na igrzyskach w Seulu w 1988 roku.

## Klasyfikacja medalowa
| Olimpiada           | Złoto | Srebro | Brąz | Razem |
| ------------------- | ----- | ------ | ---- | ----- |
| 1964 Tokio          | 0     | 0      | 0    | 0     |
| 1968 Meksyk         | 0     | 0      | 0    | 0     |
| 1972 Monachium      | 0     | 0      | 0    | 0     |
| 1976 Montreal       | 0     | 0      | 0    | 0     |
| 1980 Moskwa         | 0     | 0      | 0    | 0     |
| 1984 Los Angeles    | 0     | 0      | 0    | 0     |
| 1988 Seul           | 0     | 1      | 0    | 1     |
| 1992 Barcelona      | 0     | 0      | 0    | 0     |
| 1966 Atlanta        | 0     | 0      | 0    | 0     |
| 2000 Sydney         | 0     | 0      | 0    | 0     |
| 2004 Ateny          | 0     | 0      | 0    | 0     |
| 2008 Pekin          | 0     | 0      | 0    | 0     |
| 2012 Londyn         | 0     | 0      | 0    | 0     |
| 2016 Rio de Janeiro | 0     | 0      | 0    | 0     |
| 2020 Tokio          | 0     | 0      | 0    | 0     |
| Razem               | 0     | 1      | 0    | 1     |

### Według dyscyplin
| Dyscyplina    | Złoto | Srebro | Brąz | Razem |
| ------------- | ----- | ------ | ---- | ----- |
| Lekkoatletyka | -     | 1      | -    | 1     |
| Razem         | 0     | 1      | 0    | 1     |